# Hipólito Ruiz López
Hipólito Ruiz López (Belorado, Burgos, 8 de agosto de 1754-Madrid, 4 de mayo de 1816) fue un farmacéutico y botánico español. El instituto de Belorado lleva su nombre.

## Biografía

### Educación
Discípulo del entonces director del Real Jardín Botánico de Madrid, Casimiro Gómez Ortega, y de Antonio Palau, antes de terminar sus estudios, en 1777, se le nombró director de la Expedición Botánica al Virreinato del Perú, con la que recorrió Chile y Perú junto a los botánicos José Pavón y el naturalista francés, Joseph Dombey. En el Perú hizo estudios en la isla San Lorenzo, riberas del río Rimac (entorno de Lima), el desierto desde Chancay hasta Huara; en la región andina: Huarochirí, Tarma y Jauja, también el Alto Marañon y el Alto Huallaga; además exploró las riberas del río Huancabamba y el Pozuzo y otros lugares más A su vuelta a la Península en 1788, dirigió la oficina de la Flora Peruviana y Chilensis, con objeto de publicar los materiales acopiados durante la Expedición y publicar la flora de Perú y Chile. En 1790 obtenía el título de farmacéutico.

### Expedición botánica
La expedición zarpó de Cádiz en 1777 y llegó a Lima en abril de 1778. Exploraron todo Perú, Chile y Ecuador durante diez años (1778-1788), recolectando especímenes. La expedición recogió 3.000 especímenes de plantas e hizo 2.500 ilustraciones botánicas de tamaño natural. Cuando regresaron a España, trajeron consigo un gran número de plantas vivas. Uno de los remedios medicinales que trajo esta expedición fueron los pitorros hervidos de la planta quisoar, buddleja incana, que se utilizaban para curar los resfriados o, mezclados con orina, para aliviar el dolor de muelas.
Las colecciones llegaron a Cádiz en buen estado (en su mayor parte) en 1788, y fueron depositadas en el Real Jardín Botánico de Madrid y en el Gabinete de Historia Natural, precursor del Museo de Historia Natural. Los descubrimientos incluían unos 150 nuevos géneros y 500 nuevas especies, que aún conservan los nombres que les dieron Ruiz y Pavón. Desgraciadamente, una parte de la colección, compuesta por 53 cajas con 800 ilustraciones, plantas secas, semillas, resinas y minerales, se perdió cuando el barco que la transportaba naufragó en la costa de Portugal.
De vuelta a España, Ruiz terminó sus estudios de farmacología, licenciándose en 1790. Fue nombrado miembro de la Real Academia de Medicina en 1794 y publicó varios trabajos en las Memorias de este organismo. Junto con Pavón publicó Systema Vegetabilium Florae Peruvianae et Chilensis en diez volúmenes, profusamente ilustrados con grabados de los especímenes. Los cuatro primeros volúmenes se publicaron entre 1798 y 1802. Los seis últimos volúmenes se publicaron después de la muerte de Ruiz. Antes de su muerte, Ruiz publicó también Quinología o tratado del árbol de la quina (Madrid, 1792). Esta obra se tradujo pronto al italiano (1792), al alemán (1794) y al inglés (1800). Alexander von Humboldt citó a Ruiz cuando publicó su propio tratado sobre la quina en 1821.
Los diarios que Ruiz produjo para su exploración de Sudamérica durante estos años son notables por su amplitud de conocimientos etnobotánicos y de historia natural. De particular interés para la Corona española de la época era el conocimiento farmacológico de plantas del Nuevo Mundo como la quina, fuente del antipalúdico, la quinina. Además de descripciones y pinturas detalladas de la flora y la fauna de Perú, Chile y Ecuador, Ruiz observó la geología y el clima de la zona, e incluyó información cultural sobre la vida de los indios y los colonos de la zona.
Ha sido honrado en el nombramiento de 2 géneros de plantas, en 1786, el botánico Cav. publicó Ruizia, un género de plantas con flores de la isla de Reunión, perteneciente a la familia Malvaceae. Luego, en 1936, publicó Ruizodendron, un género monotípico de plantas con flores de Sudamérica perteneciente a la familia Annonaceae.

## Legado científico

### Publicaciones
De manera individual publicó:
- Quinología o tratado del árbol de la quina, Madrid 1792.

Junto con José Antonio Pavón y Jiménez publicaron las siguientes obras:
- Florae peruvianae et chilensis prodromus, 1794
- Systema vegetabilium florae peruvianae chilensis, 1798
- Flora peruvianae et chilensis, sive descriptiones, et icones, 1798-1802

### Epónimos
- (Dombeyoideae) Ruizia Cav.[5]

- La abreviatura «Ruiz» se emplea para indicar a Hipólito Ruiz López como autoridad en la descripción y clasificación científica de los vegetales.[6]